# الجبهة الإسلامية لتحرير البحرين
الجبهة الإسلامية لتحرير البحرين كانت حركة مقاومة إسلامية شيعية تدعو للحكم الثيوقراطي في البحرين في الفترة من 1981 إلى 1999. يقع مقرها في إيران ويقوم بتدريب وتمويل كوادرها وزارة الاستخبارات والأمن الوطني وحرس الثورة الإسلامية.

## الأهداف والأنشطة
كان الهدف المعلن للجبهة هو «انتفاضة جميع المسلمين تحت قيادة الإمام الخميني». برزت على الساحة الدولية كمنظمة جبهة في محاولة الإنقلاب البحرينية 1981 التي حاولت تثبيت آية الله العراقي هادي المدرسي باعتباره الزعيم الروحي لدولة دينية. بالإضافة إلى خدمته في الجبهة فقد كان المدرسي الممثل الشخصي للخميني في البحرين.
وفقا لدانيال بايمان من جامعة جورج تاون كان الدعم الإيراني للجبهة جزءا من إستراتيجية لدعم الجماعات الإسلامية الراديكالية في المنطقة:
خدم في الجبهة وكيلا لإيران في الثمانينات. يشار أيضا إلى أنها منظمة افتراضية للاستخبارات الإيرانية. عن انخفاض كثافة الصراع في العالم الثالث فقد كتب ستيفن بلانك وآخرون أنه ثمة من يقول أنه لا يمكن فهم محاولة الجبهة الانقلاب في عام 1981 من دون الإشارة إلى الأهداف الإيرانية الجيوستراتيجية في حربها مع العراق في عهد صدام حسين:

## تفجيرات التسعينات
فشل انقلاب 1981 أدى إلى فشل تحفيز الثورة وأصبحت الجبهة مرتبطة بهجمات بالقنابل في كثير من الأحيان ضد أهداف مدنية «لينة». في 1 نوفمبر 1996 ادعت الجبهة مسؤوليتها عن تفجير فندق الدبلومات حيث ذكروا لأسوشيتد برس: «وضعنا قنبلة في فندق الدبلومات منذ 20 دقيقة. بعد العيد. نقول للحكومة بأننا سوف ندمر كل مكان». في الانتفاضة التسعينية في البحرين لعبت الجبهة دورا هامشيا وعلاقتها مع إيران تقلصت بسبب تبني الجبهة التيار الشيرازي (أي أتباع محمد الحسيني الشيرازي) واستراتيجيتها في التفجيرات عمل على تقويض دعمها بين المجتمع الأوسع.

## الحل
تم حل الجبهة الإسلامية لتحرير البحرين في عام 2002 استجابة لإصلاحات ملك البحرين حمد بن عيسى بن سلمان آل خليفة. تم العفو عن أعضائها في السجن والنفي والأكثر عاد إلى البحرين للعمل داخل العملية السياسية في عام 2001 ونشطوا في جمعية العمل الإسلامي ومركز البحرين لحقوق الإنسان.